# 시학 (문학 이론)
시학(詩學, poetics)은 언어 기호가 예술성을 구현하기 위하여 스스로 작동하는 미학적 장치를 발견하는 학문 분야이다. 일반적으로 시학은 언어와 언어 표현이 지시하는 대상을 분리함으로써, 언어가 언어 고유의 미학을 어떻게 구현하는지 스스로 드러내는 것을 목표로 한다. 그러나 시학에서 다루는 기법은 언어 예술에만 국한되지 않기 때문에, 시학은 회화, 음악, 연극, 영화 등 모든 예술로 확대될 수 있다.
문자예술을 기반으로 한 보편적인 시학은 야콥슨의 언어의 커뮤니케이션 모델(Jakobson's functions of language) 중 메시지와 코드의 영역을 다룬다. 컨텍스트, 접촉, 발신자, 수신자는 메시지 안에서 코드화된다.

## 어원과 역사
‘poetics’라는 말은 고대 그리스어 단어인 ‘ποιητικός’(poietikos)에서 왔다. 이 단어는 동사 ‘ποιεῖν’(poiein, 만들다)의 분사형인 ‘ποιητός’(poietos, 만들어진)의 파생형으로, ‘시에 관련된’이라는 뜻이며, 문자 그대로는 ‘창의적인, 생산적인’을 의미한다.
고전 문학은 거의 시로 이루어졌기에, 고전 시대의 시학은 이름 그대로 시의 규범에 관한 분야였다. 당시의 가장 유명한 시학은 아리스토텔레스의 《시학》이었다. 이러한 운문 중심의 시학은 산문 문학이 보편화하고 근대적인 소설이 등장한 계몽주의 시대까지 지속되었다.

## 고전 시학들
- 호라티우스의 <시학>
- 플라톤의 <시론>
- 아리스토텔레스의 <시학> 등이 있다.

## 같이 보기
- 해석학 (철학)

## 참고 문헌
- Roman Jakobson (1987). 《Language in literature》. Cambridge: The Belknap Press of Harvard Univ Press. ISBN 0674510275.
- 송효섭 (2009). 《해체의 설화학》. 서울: 서강대학교출판부. ISBN 9788972731467.